# Timoria
Timoria ist eine italienische Rock-Band aus Brescia (Lombardei). Sie entstand im Jahre 1987 aus der Vorgängerband Precious Time. 1991 gewann sie beim Sanremo-Festival den Kritikerpreis mit L'uomo che ride; 2002 nahm sie mit Casa mia erneut teil.
Im Jahre 2003 – nach Veröffentlichung des Livealbums – erklärte die Band, für unbestimmte Zeit pausieren zu wollen. Diego und Illorca gründeten die Band Miura, während Frontmann Omar Pedrini eine Solokarriere einschlug.
Im schwarzweißen Musikvideo zu dem Song Milano Non È L’America der italienischen Rockband von 1990 sind Filmaufnahmen mit dem deutschen Regisseur Wim Wenders zu sehen, wie er zum Beispiel Schach spielt. Einige Filme von Wenders, etwa sein Hauptwerk Paris, Texas von 1984, spielen in den Vereinigten Staaten. Außerdem lebte Wenders, der reichlich künstlerische Inspiration aus dem Amerikanischen Realismus des Malers Edward Hopper für eigene Szeneneinstellungen zieht, zeitweise in Los Angeles, was den Bezug zum Titel des italienischen Musikvideos erklärt.

## Diskografie

### Alben
- 1988: Macchine e dollari (Mini-LP)
- 1990: Colori che esplodono
- 1991: Ritmo e dolore
- 1992: Storie per vivere
- 1993: Viaggio senza vento
- 1995: 2020 SpeedBall
- 1997: Eta Beta
- 1998: Senzatempo, dieci anni
- 1999: Timoria 1999
- 2001: El Topo Grand Hotel
- 2002: Un Aldo qualunque sul Treno Magico
- 2003: Timoria Live - Generazione senza vento (Doppel-Live-CD)

### Singles
- 1988: Signornò
- 1991: L'uomo che ride
- 1993: Senza vento
- 1995: 2020
- 1997: Bella bambola
- 1999: Deserto
- 2001: Sole spento
- 2001: Mandami un messaggio
- 2002: Casa mia

### Videoalben
- 2004: Video Viaggio (DVD)